# Ashera
Ashera – zastrzeżona nazwa, pod którą firma Lifestyle Pets sprzedawała stworzoną przez siebie odmianę krzyżową kotów. Ashery powstały przez skrzyżowanie kota domowego z  afrykańskim serwalem. W programie hodowlanym miano użyć również kota bengalskiego – hybrydę kota domowego z dzikim kotem bengalskim pochodzącym z południowo-wschodniej Azji.  
Główną zaletą rasy Ashera – oprócz jej hipoalergiczności – miał być podobno jej charakter. Niezwykle nastawiony na człowieka, ale przy tym jednak dosyć łatwy jak na rasę hybrydową, będącą efektem skrzyżowania kotów domowych z afrykańskim serwalem.  
Jednak Ashery nie były pierwszymi kotami wyhodowanymi w ten sposób. Już wcześniej hodowcy uzyskali takie hybrydy nadając im nazwę Savannah. Kontrowersje budzi fakt, iż Ashera jest sprzedawana po kilkakrotnie wyższych cenach niż Savannah wynoszących od 22 do 125 tysięcy dolarów.  
Kot osiąga bardzo duże rozmiary. Stojąc na tylnych łapach mierzy przeciętnie około 120 centymetrów. 
Długość życia20-25 lat
Waga dorosłego kota10-15 kg